# Haut-Mauco
Haut-Mauco é uma comuna francesa na região administrativa da Nova Aquitânia, no departamento Landes. Estende-se por uma área de 18,47 km². Em 2010 a comuna tinha 988 habitantes (densidade: 53,5 hab./km²).